# Carlos Antonio López (distrito)
Carlos Antonio López es un municipio al este del departamento de Itapúa, Paraguay, ubicado aproximadamente a 60 km de la Ruta N.º 6. El distrito lleva este nombre por el primer presidente constitucional de Paraguay, Carlos Antonio López.

## Historia
Antiguamente fue poblado por los indígenas de la parcialidad Mbyá, Guayakí, oriundos del Cerro Tava-i donde tenían ubicado su toldería, quienes atravesaron en línea recta la espesa selva hasta el río Paraná, pudiendo constatarse su presencia o los restos de cántaros y diferentes objetos de barro cocidos que se encontraron en las chacras de los agricultores que habitaban en la ribera del río Paraná, lo que hace presumir que los indígenas lo usaban como ataúd para enterrar a sus muertos.
Después de los indígenas fue habitado por los obrajeros y yerbateros quienes se aventuraron a penetrar en la selva atraídos por los añosos árboles, rica en madera y la abundancia de los yerbales naturales, estas riquezas eran explotadas por hombres y mujeres, quienes eran contratados en Posadas y Encarnación con la promesa de hacerse ricos en poco tiempo. Una vez en los yerbales y obrajes eran tratados como verdaderos esclavos, en condiciones infrahumanos, a estos hombres y mujeres se les llamaba Mensú porque supuestamente debían de cobrar mensualmente por su trabajo, cuya paga nunca se realizaba. Quienes osaban escapar eran asesinados por los kapangas de los señores dueños de la tierra.
Esta zona recibía el nombre de infierno verde, más tarde el de Alto Paraná.
Entre los años 1941 y 1942 fue preparada una colonia por un grupo de extranjeros venidos de Alemania atraídos por la hermosura de la naturaleza y la fertilidad de la tierra, estos se agruparon formando una compañía colonizadora con el nombre de S.I.P.A.G.
Durante el gobierno del Presidente Higinio Morinigo, el 13 de febrero de 1945 es reconocida como Colonia Germánica por el decreto Ley N° 7247, erigiéndose las primeras instituciones como, la alcaldía policial, escuela y un precario puesto de salud.
Como algo digno de mencionar es la construcción de una vía de tren de 20 km, con una pequeña locomotora y fuertes vagones para el transporte de madera en rollo y los raídos (atado de 100 kg), hojas de yerba mate llevados a los barbacuás, y las maderas en rollos a la vera del río Paraná para construir las jangadas que serían transportadas aguas abajo a Encarnación o Posadas, Argentina.
Esta colonia anteriormente pertenecía al Distrito de Capitán Meza, desafectándose del mismo y elevado a la categoría de Distrito por Decreto Ley N° 725 del 17 de noviembre de 1978, siendo desde esa fecha independiente y autónomo.

## Geografía
El distrito de Carlos Antonio López se encuentra en la zona este del departamento de Itapúa. Limita al norte con el Departamento de Alto Paraná; al sur con Argentina, separado por el Río Paraná; al este con Mayor Otaño y al oeste con San Rafael del Paraná.

## Demografía
Carlos Antonio López cuenta con un total de 13 792 habitantes según datos oficiales del censo paraguayo de 2022.

## Acceso
Años atrás los habitantes de Carlos Antonio López cruzaban en canoa el Río Paraná hacia la República Argentina para poder salir del distrito y viajar a otros lugares de nuestro país. En la actualidad se tiene la ruta 14-18 PA, que une Mayor Otaño con Encarnación, y esta a su vez se conecta con la Ruta PY06, en el cruce denominado ´´Santa Clara``(Pirapó), contando con varias empresas de transporte de pasajeros que realizan viajes a Ciudad del Este y colectivos locales que unen los barrios entre sí. Además se cuenta con un servicio regular de lanchas entre las localidades de 7 de Agosto (Paraguay) y Piray (Argentina), destacándose un buen intercambio comercial.

## Turismo
Existen en el lugar unas ocho maravillosas cascadas, todas ellas pertenecientes a los tres cursos de limpias aguas como el Guarapay, El Yakuy Guazú, El Arroyo Alegre, ellas afluentes del Río Paraná, Ricos en abundantes y variados peces, bordeados de una hermosa y exuberante vegetación, un arroyo espectacular con dos saltos de agua es el Y`aka Guazú y a tres kilómetros de Maestro Fermín López, esta el arroyo km 40.